# Даніеле Віотті
Даніеле Віотті (італ. Daniele Viotti; нар. 8 березня 1974, Алессандрія, П'ємонт) — італійський активіст ЛГБТ-спільноти і політик, депутат Європейського парламенту з 2014 року.
Він вивчав політологію в Університеті Східного П'ємонту. Відкритий гей, він заснував асоціацію Quore у Турині, метою якої є захист рівних прав для ЛГБТ-спільноти та боротьба проти гомофобії. Він входив до міської ради Алессандрії. Віотті був членом «Лівих демократів», приєднався до Демократичної партії у 2007 році.